# 林超强
林超强（1933年—），男，福州闽侯人，中国空气动力学家，曾任西北工业大学教授、博士生导师。